# Râul Valea Neagră, Repedea
Râul Valea Neagră este un curs de apă, afluent al râului Repedea. 